# 彭泽站
彭泽站，位于中华人民共和国江西省九江市彭泽县芙蓉墩镇凉亭村，是铜九铁路上的火车站，建于2008年，由南昌铁路局管辖。

## 車站周邊
- 彭泽县人民医院
- 彭泽县第一中学
- 彭泽县司法局
- 彭泽县公安局
- 彭泽县建设局
- 彭泽县人民政府
- 金海湾商业广场

## 歷史
- 建于2008年。

## 外部連結
- 中国铁路客户服务中心 （页面存档备份，存于）